# Webalizer
Webalizer – dostępny na licencji GPL analizator logów serwera Apache.
Generuje szczegółowe statystyki odwiedzin danego serwisu WWW w formacie HTML.
Analizator został napisany w języku C, co pozwala mu na szybkie działanie i umożliwia przenoszenie na różne systemy operacyjne. Na serwerze z procesorem Pentium 200 MHz logi zawierające ok. 10 000 rekordów są przetwarzane w ciągu 1 sekundy; analiza 40 megabajtów logów (stanowiących ok. 150 000 rekordów) zajmuje około 15 sekund.
Ze względu na prostą instalację i utrzymanie, wiele firm hostingowych w Polsce oferuje Webalizera jako podstawowy system statystyk dla zakładanych tam kont. 
Webalizer został przetłumaczony na wiele języków, m.in.: czeski, polski, chiński, duński, turecki, niemiecki i fiński.
Stosowane oznaczenia:
- Wywołania/Hits – liczba zapytań do serwera w danym okresie (dzień, miesiąc...)
- Pliki/Files – liczba zapytań, które spowodowały wysłanie pliku. Niektóre zapytanie nie powodują wysłania pliku np. jeśli strona jest już w cache lub strony nie odnaleziono
- Lokalizacje/Sites – liczba unikalnych adresów IP/hostów, które wysłały zapytanie do serwera
- Wizyty/Visits – jedna wizyta to pobyt na stronie danego IP nieprzekraczający 30 minut
- Strony/Pages – liczba wyświetlonych stron, czyli plików typu .htm, .html, .php, .php3, .cgi, .asp. Stronami nie są pliki graficzne (.jpg, .gif, .png), multimedialne (.wmv, .avi, .mp3, .mp4, .asf, .mov, .mpg), archiwa (.zip, .7zip, .rar) oraz dokumenty (.doc, .rtf, .pdf).